# Дырестуйское сельское поселение
Се́льское поселе́ние «Дырестуйское» (бур. Дэрэстэйн hомон) — муниципальное образование в Джидинском районе Бурятии Российской Федерации.
Административный центр — улус Дырестуй.

## История
Статус и границы сельского поселения установлены Законом Республики Бурятия от 31 декабря 2004 года № 985-III «Об установлении границ, образовании и наделении статусом муниципальных образований в Республике Бурятия»

## Население
| 2002  | 2011  | 2012  | 2013  | 2014  | 2015  | 2016  |
| ----- | ----- | ----- | ----- | ----- | ----- | ----- |
| 1653  | ↘1396 | ↘1347 | ↘1308 | ↘1275 | ↘1232 | ↘1189 |
| 2017  | 2018  | 2019  | 2020  | 2021  | 2023  | 2024  |
| ↘1154 | ↘1153 | ↘1119 | ↘1082 | ↘969  | ↘947  | ↘916  |

## Состав сельского поселения
| № | Населённый пункт | Тип населённого пункта          | Население |
| - | ---------------- | ------------------------------- | --------- |
| 1 | Дырестуй         | улус, административный центр    | ↘1095     |
| 2 | Зарубино         | село                            | ↗308      |
| 3 | Хужир            | посёлок железнодорожной станции | ↘31       |